# نیکلاس لا ویگنا
نیکلاس لا ویگنا (انگلیسی: Nicolas La Vigna؛ زادهٔ ۱۷ ژوئن ۱۹۹۷) بازیکن فوتبال است.
از باشگاه‌هایی که در آن بازی کرده‌است می‌توان به باشگاه فوتبال پیاچنزا اشاره کرد.